# Женская сборная Австрии по волейболу
Женская национальная сборная Австрии по волейболу (нем. Österreichische Volleyballnationalmannschaft der Frauen) — представляет Австрию на международных соревнованиях по волейболу. Управляющей организацией выступает Австрийская федерация волейбола (Österreichischer Volleyball Verband — ÖVV).

## История
Впервые волейбол был продемонстрирован в Австрии в 1925 году, а уже в следующем в Вене были образованы первые клубы по новому для страны виду спорта. Пионером в развитии волейбола выступило спортивное общество «Сокол» (СВС), организованное чешскими эмигрантами. В период с 1930 по 1938 проводились чемпионаты Вены, но дальнейшее развитие волейбола в Австрии было прервано её включением в состав Германии.
Возрождение волейбола в стране относится к периоду после окончания Второй мировой войны. После 1945 года волейбольные клубы стали организовываться в различных городах, а в 1953 была образована Австрийская федерация волейбола, в том же году вступившая в ФИВБ. Тогда же стали проводиться чемпионаты Австрии среди мужчин и женщин.
Первое появление женской сборной Австрии на международной арене относится к 1956 году, когда национальная команда страны приняла участие в чемпионате мира, проходившем в Париже. На этом турнире австрийские волейболистки провели 8 матчей и одержали 2 победы — над сборными ФРГ и Люксембурга. Через два года команда Австрии была среди участников уже европейского континентального первенства, но выступила неудачно, заняв 12-е (последнее) место.
В 1960-е годы сборная Австрии приняла участие в двух официальных турнирах — чемпионате мира 1962 года и Европы 1963, но также неудачно. На мировом первенстве австрийские волейболистки заняли последнее (14-е) место, а на европейском — предпоследнее. Столь же безуспешным был и результат австрийской национальной команды на чемпионате Европы 1971 года — 17-е место среди 18 участников с единственной победой над сборной Англии.
После введения с чемпионата Европы 1975 отборочного турнира, сборная Австрии на протяжении всех последующих лет ни разу не смогла пробиться в основную стадию континентальных первенств. Также безуспешными были попытки австрийских волейболисток квалифицироваться на Олимпийские игры и чемпионаты мира.
В настоящее время женская сборная Австрии имеет весьма скромные позиции в иерархии европейских сборных, занимая место в третьем десятке континентального рейтинга.

## Результаты выступлений и составы

### Олимпийские игры
В квалификации Олимпийских волейбольных турниров 1964—1996 сборная Австрии участия не принимала.
- 2000 — не квалифицировалась
- 2004 — не участвовала
- 2008 — не квалифицировалась
- 2012 — не квалифицировалась
- 2016 — не участвовала
- 2020 — не участвовала
- 2024 — не участвовала

### Чемпионаты мира
| - 1952 — не участвовала - 1956 — 15-е место - 1960 — не участвовала - 1962 — 14-е место - 1967 — не участвовала - 1970 — не участвовала - 1974 — не участвовала - 1978 — не участвовала - 1982 — не участвовала - 1986 — не участвовала | - 1990 — не участвовала - 1994 — не участвовала - 1998 — не квалифицировалась - 2002 — не квалифицировалась - 2006 — не квалифицировалась - 2010 — не квалифицировалась - 2014 — не квалифицировалась - 2018 — не квалифицировалась - 2022 — не квалифицировалась - 2025 — не квалифицировалась |

### Чемпионаты Европы
| - 1949 — не участвовала - 1950 — не участвовала - 1951 — не участвовала - 1955 — не участвовала - 1958 — 12-е место - 1963 — 12-е место - 1967 — не участвовала - 1971 — 17-е место - 1975 — не квалифицировалась - 1977 — не квалифицировалась - 1979 — не квалифицировалась - 1981 — не участвовала - 1983 — не квалифицировалась - 1985 — не квалифицировалась - 1987 — не квалифицировалась - 1989 — не квалифицировалась - 1991 — не квалифицировалась | - 1993 — не квалифицировалась - 1995 — не квалифицировалась - 1997 — не квалифицировалась - 1999 — не квалифицировалась - 2001 — не квалифицировалась - 2003 — не квалифицировалась - 2005 — не квалифицировалась - 2007 — не квалифицировалась - 2009 — не квалифицировалась - 2011 — не квалифицировалась - 2013 — не квалифицировалась - 2015 — не квалифицировалась - 2017 — не квалифицировалась - 2019 — не квалифицировалась - 2021 — не квалифицировалась - 2023 — не квалифицировалась - 2026 — |

### Евролига
До 2016 в розыгрышах Евролиги сборная Австрии участия не принимала.
- 2017 — 10—12-е место
- 2018 — 14-е место (2-е в Серебряной лиге)
- 2019 — 7—9-е место
- 2021 — 13-е место (2-е в Серебряной лиге)
- 2022 — не участвовала
- 2023 — 11-е место (2-е в Серебряной лиге)
- 2024 — 12-е место
- 2025 — 15-е место (3-е в Серебряной лиге)

- 2017: Лена Штокхаммер, Патрисия Тойфль, Анна-Мария Байде, Эва Думпхарт, Софи Вальнер, Катарина Хольцер, Мария-Александра Эпуре, Сабрина Мюллер, Моника Хртянска, Виктория Дайзль, Линда Пайшль, Николина Марош, Срна Маркович, Нина Несимович, Анамария Галич. Тренер — Светлана Илич.
- 2018: Андреа Дувняк, Патрисия Тойфль, Анна-Мария Байде, Софи Вальнер, Катарина Хольцер, Мария-Александра Эпуре, Сабрина Мюллер, Моника Хртянска, Виктория Дайзль, Линда Пайшль, Николина Марош, Срна Маркович, Дана Шмит, Нина Несимович. Тренер — Светлана Илич.
- 2019: Софи Хасельштайнер, Андреа Дувняк, Анна-Мария Байде, Тамина Хубер, Софи Вальнер, Катарина Хольцер, Сабрина Мюллер, Моника Хртянска, Николина Марош, Дана Шмит, Нина Несимович, Анамария Галич, Соня Кац, Ноэми Ойвон. Тренер — Светлана Илич.
- 2021: Андреа Дувняк, Тамина Хубер, Анна-Мария Байде, Аида Мехич, Саския Траттниг, Моника Хртянска, Виктория Дайзль, Лиза-Мари Хагер, Урсула Эрхарт, Николина Марош, Анамария Галич, Анна Оберхаузер, Ясмин Хаслингер, Сара Шпигель. Тренер — Ян де Брандт.
- 2023: Николь Хольцингер, Тамина Хубер, Анна-Мария Байде, Мари-Кристин Брукнер, Аида Мехич, Эмма Хоэнауэр, Юлия Труннер, Моника Хртянска, Виктория Дайзль, Кора Шаберль, Анна Оберхаузер, Анамария Галич, Нина Несимович, Лариса Мичич. Тренер — Роланд Шваб.

## Состав
Сборная Австрии в соревнованиях 2024 года (Евролига, квалификация чемпионата Европы)
| №  | Имя, фамилия      | Год рождения | Рост | Амплуа      | Клуб                               |
| -- | ----------------- | ------------ | ---- | ----------- | ---------------------------------- |
| 1  | Николь Хольцингер | 2001         | 186  | центральная | «Келаг-Вилдкатс» Клагенфурт        |
| 2  | Кармен Рааб       | 2006         | 177  | нападающая  | «Стилволлейс Линц-Штег» Линц       |
| 3  | Тамина Хубер      | 1994         | 171  | либеро      | «Нидеростеррайх Сокол-Пост» Швехат |
| 4  | Даниэла Кац       | 2000         | 174  | связующая   | «Нидеростеррайх Сокол-Пост» Швехат |
| 7  | Аида Мехич        | 2001         | 186  | центральная | «Нидеростеррайх Сокол-Пост» Швехат |
| 10 | Юлия Труннер      | 2005         | 183  | нападающая  | «Келаг-Вилдкатс» Клагенфурт        |
| 11 | Моника Хртянска   | 1996         | 180  | нападающая  | «Шарлеруа»                         |
| 13 | Лина Хинтереггер  | 2004         | 180  | нападающая  | «Нидеростеррайх Сокол-Пост» Швехат |
| 14 | Кора Шаберль      | 1998         | 183  | нападающая  | «Эврё»                             |
| 15 | Анна Оберхаузер   | 1998         | 166  | либеро      | «Холдинг» Грац                     |
| 16 | Анамария Галич    | 2001         | 199  | нападающая  | «Херцег-Нови»                      |
| 17 | Дана Шмит         | 1997         | 178  | связующая   | «Мондови»                          |
| 18 | Нина Несимович    | 1996         | 188  | центральная | «Кемпер»                           |
| 19 | Эва Штабентайнер  | 1999         | 170  | либеро      | «ТИ-Штаудингер» Инсбрук            |
| 21 | Верена Янка       | 2002         | 174  | центральная | «Холдинг» Грац                     |
| 22 | Яна Гертнер       | 2005         | 185  | центральная | «Роте-Рабен» Фильсбибург           |
| 27 | Лейла Фиц         | 2006         | 178  | нападающая  | «Райффайзен» Дорнбирн              |
| 28 | Урсула Эрхарт     | 1995         | 186  | нападающая  | «Холдинг» Грац                     |

- Главный тренер — Роланд Шваб.
- Тренеры —  Ники Нойбауэр,  Хуан Аренильяс.